# Rotbadestelle

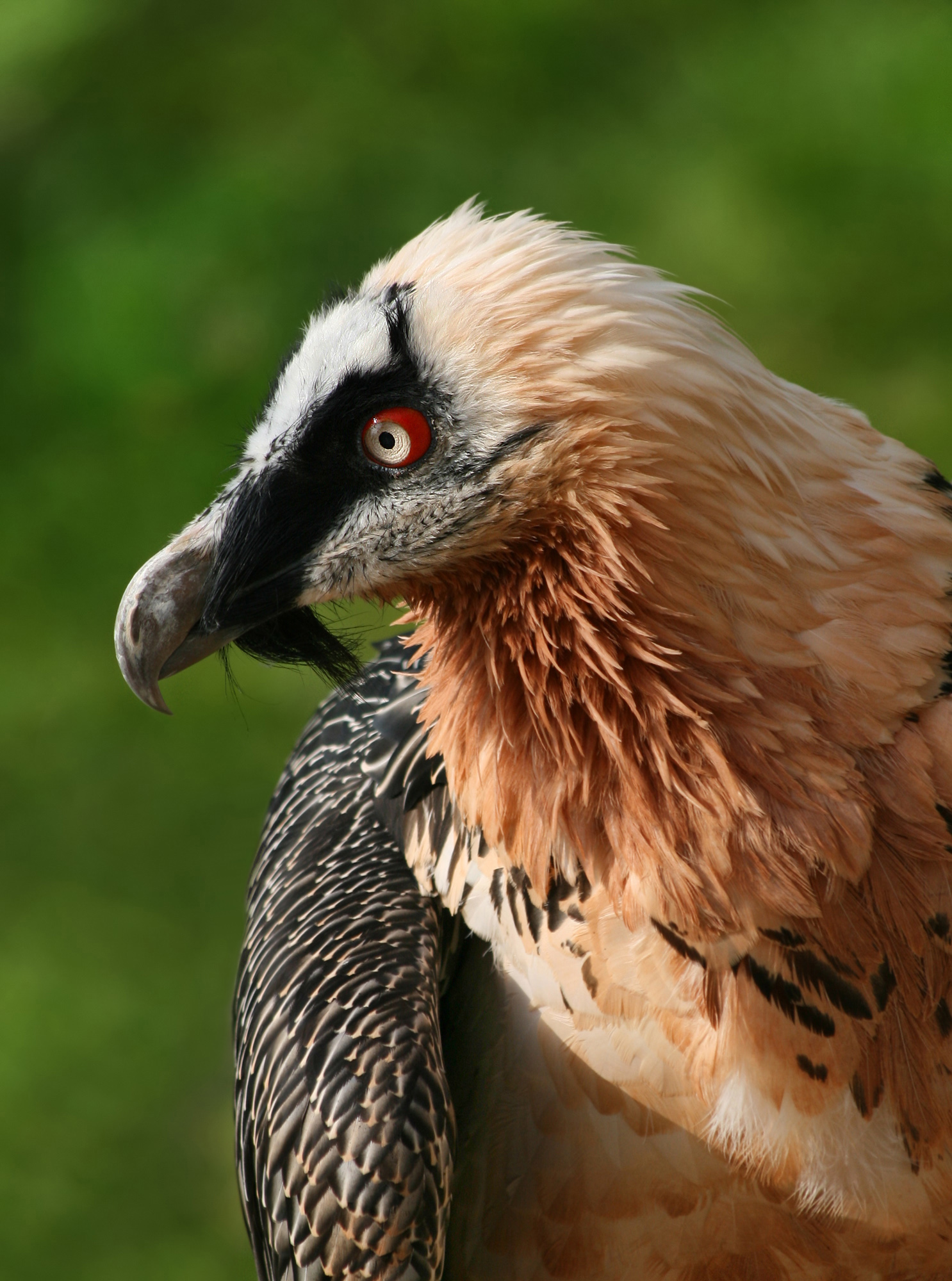
Bartgeier

Als Rotbadestelle bezeichnet man die Stellen, die Bartgeier und Schmutzgeier traditionell nutzen, um ihr Gefieder mit eisenoxidhaltigem Schlamm einzufärben. Dieses Verhalten war über lange Zeit unbekannt. Aufgefallen war lediglich, dass in Gefangenschaft gehaltene Bartgeier ein weißes Gefieder an der Unterseite aufweisen. In freier Wildbahn beobachtete ausgewachsene Vögel sind an der Körperunterseite jedoch rötlich braun. 
Überprüfungen zeigten dann, dass Bartgeier Stellen mit eisenoxidhaltigem Schlamm aufsuchten und sich dort mit dem roten Schlamm einschmierten. Nachdem man bereits bei gefangenen Vögeln beobachten konnte, dass sie eisenoxidhaltiges Wasser zur Einfärbung des Gefieders nutzten, gelang die Freilandbeobachtung dieses Verhaltens bei den sehr seltenen Vögeln erst im Mai 1995. Im Jahr 2002 konnte das Verhalten auch für Schmutzgeier nachgewiesen werden. Schmutzgeier bevorzugen jedoch gelblichere Töne als Bartgeier.

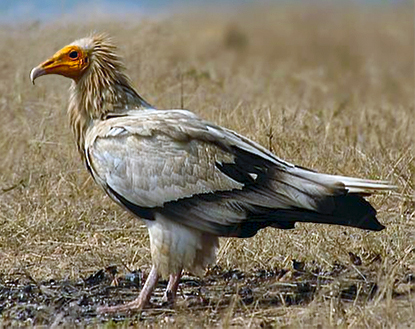
Schmutzgeier

Die Hintergründe dieses angeborenen Verhaltens sind bislang unbekannt. Als Erklärungsansätze werden eine Verbesserung der Thermoregulation, Verschleißschutz für das Gefieder und visuelle Signalwirkungen im Sozialverhalten diskutiert.  